# Joseph Haas
Joseph Haas (19. marts 1879 i Maihingen ved Nördlingen – 30. marts 1960 i München) var en tysk komponist og musikpædagog, hvis værker inden for musikken normalt henregnes til senromantikken.
Han var elev blandt andet af Max Reger og
har erhvervet sig et kendt og anset navn
ved en række kammermusikværker, enkelte
orkesterstykker og ved orgelkompositioner og
sange (kor).
Hass' værk beror helt på tonaliteten. Han var især stærkt påvirket af sin mentor Max Reger, hvis polyfone, harmonisk rige tonesprog også udmærker Hass' værker. Deres stil er dog orienteret mod en lettere forståelighed, og opviser derfor ofte et folkeligt, humoristisk tonefald og er holdt formelt klart og overskueligt.
Hovedvægten ligger på vokalmusik som lieder, gejstlig og verdslig kormusik. Som højdepunkt for hans skaben kan gælde de to operaer Tobias Wunderlich (1937) og Die Hochzeit des Jobs (1944).